# Ирмина
Ирми́на (около 640 — Висамбур, 24 декабря около 708) — католическая святая (день памяти — 30 (24) декабря).
Совместно со св. Виллибрордом являлась основательницей в 697 году монастыря в Эхтернахе. К этому событию были также причастны епископ Трира Басин и его племянник Лиутвин. В 698 году она стала настоятельницей монастыря Эран около Трира. Есть неверное свидетельство, что Ирмина была основательницей и этого монастыря, хотя она была второй по счету настоятельницей монастыря святой Марии в Эране, основанном в 650 году. Позже монастырь был переименован в монастырь святой Ирмины.

## Происхождение
В акте 706 года говорится, что Плектруда жена Пипина Геристальского передали половину владений Эхтернах, а вторую половину владений закрепили за Теодардом, сыном Теотара. Ирмина д’Эран передала свою половину этих владений монастырю в 697 году. Владения одной землей в одном временной отрезке подразумевает, что отец Ирмины и Теотард были близкими родственниками, возможно братьями. Имени отца Ирмины нет в документах, но данные ономастики позволяют предположить, что её отцом мог быть Теодард Маастрихтский.
Ещё в одних документах говорится, что в 704 году дочери Иммины, монахини Аттала и Роланда передают монастырю Эхтернах свои владения в Беделинге. Эту Иммину некоторые ученые отождествляют с Ирминой.

## Семья
В соответствии с этими свидетельствами историки считают Ирмину д’Эран женой Гугоберта, сенешаля короля Франкского государства Хлодвига IV (в 693 году), пфальцграфа короля Хильдеберта III (с 697 года до смерти). Оба этих короля были ставленниками могущественного майордома Пипина Геристальского.
Ирмина является матерью:
- Адели (Атталы) (ок. 660—ок. 735) — жена Одо, мать Альберика (Alberic) и Герлинды — жены Альберта Эльзаского
- Регинтруда — жена герцога Баварии Теудеберта и мать герцога Хугберта
- Бертрады Прюмской

Кроме того, как вероятная жена Гугоберта, она возможно является матерью жены Пипина Геристальского, королевы Плектруды.
Также Ирмина, предположительно, является матерью ещё двоих детей:
- Роланда (Хродоланда) — жены Бернье и матери Тьерри, возможного, предка Гильемидов
- святого Губерта.

## Датировка
Дата её рождения предполагается из даты рождения её предполагаемой дочери Плектруды, родившейся в 650-х годах.
Точная дата смерти Ирмины не известна. По косвенным данным, такие как день её почитания и упоминание о ней как об умершей в поздних источниках, даёт возможность предположить дату её смерти как 24 декабря 708 года.